# Dartos
O dartos é uma camada de musculatura lisa, que nos homens é denominada tunica dartos, localizada por baixo da pele do escroto. Nas mulheres, esta musculatura está menos desenvolvida e tem a denomição de dartos mulierbris, ficando por baixo da pele dos grandes lábios.
Tem como função regular a temperatura dos testículos, promovendo assim a espermatogénese. Faz isto através da expansão ou contração da pele do escroto. A contração reduz a superfície disponível para perda de calor, aumentando assim a temperatura dos testículos. Inversamente, a expansão aumenta a superfície disponível para a troca de calor, promovendo o arrefecimento dos testículos. Este músculo actua em conjunção com o músculo cremastérico para elevar os testículos (não confundir com o reflexo cremastérico). Em homens idosos, este músculo perde o seu tónus, provocando que os testículos fiquem mais pendentes.